# K2-265
K2-265, EPIC 206011496 — двойная звезда в созвездии Водолея на расстоянии приблизительно 456 световых лет (около 140 парсек) от Солнца. Видимая звёздная величина звезды — +11,19m. Возраст звезды оценивается как около 9,7 млрд лет.
Вокруг первого компонента обращается, как минимум, одна планета.

## Характеристики
Первый компонент — жёлтый карлик спектрального класса G6V, или G8V. Масса — около 0,915 солнечной, радиус — около 0,91 солнечного, светимость — около 0,636 солнечной. Эффективная температура — около 5323 К.
Второй компонент — красный карлик спектрального класса M4-M7. Масса — около 0,38 солнечной, радиус — около 0,391 солнечного. Эффективная температура — около 3428 К. Удалён на 140,19 а.е..

## Планетная система
В 2018 году командой астрономов, работающих с фотометрическими данными в рамках проекта Kepler K2, было объявлено об открытии планеты K2-265 b.